# Morten Vium
Morten Vium Troelsen (født 21. oktober 1991 i Skjern) er en dansk håndboldspiller, der spiller for den franske klub  Chartres. Han har tidligere spillet for  Ribe-Esbjerg HH, som han kom til i 2013. Han har tidligere optrådt for Stoholm Håndbold og Skjern Håndbold.
Han har op til flere U-landsholdskampe på CV'et.